# Dorothy Porter Wesley

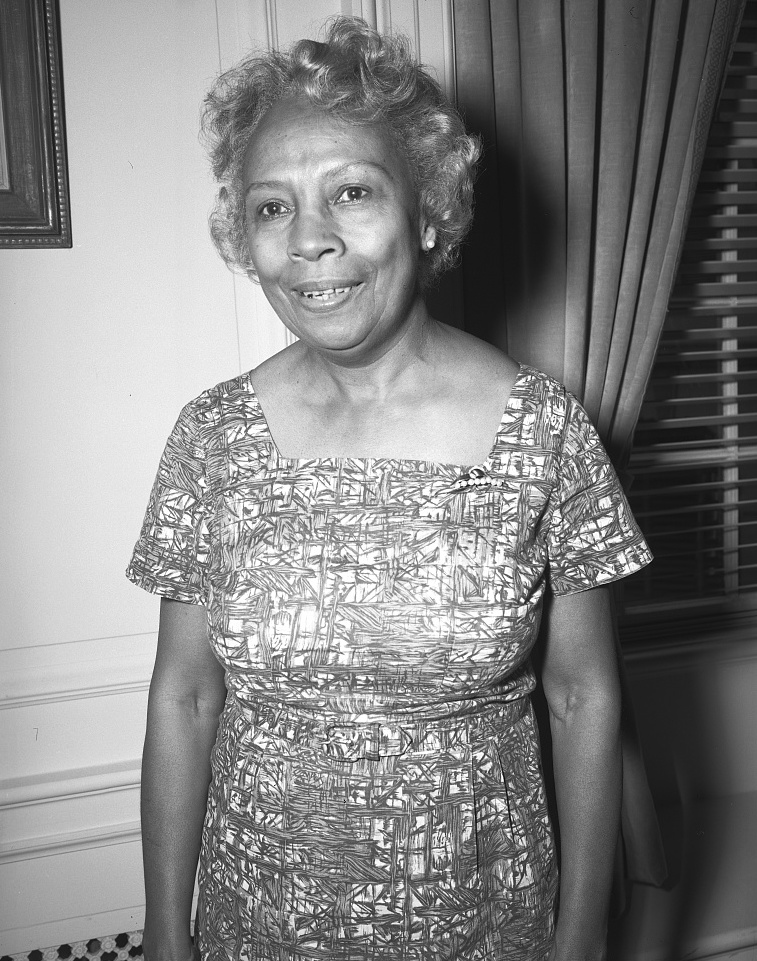
Dorothy Porter Wesley, bibliothecaris en curator van het Moorland-Spingarn Research Center van Howard University

Dorothy Porter Wesley (Warrenton (Virginia), 25 mei 1905 – Broward County (Florida), 17 december 1995) was een bibliothecaris, bibliograaf en conservator die van het Moorland-Spingarn Research Center van Howard University in Washington D.C. een onderzoekscollectie van wereldklasse maakte. Ze heeft talloze bibliografieën over de Afrikaans-Amerikaanse cultuur en geschiedenis gepubliceerd.

## Biografie
Ze werd geboren als Dorothy Louise Burnett in 1905 in Warrenton (Virginia), de oudste van vier kinderen van dr. Hayes J. Burnett, fysicus, en Bertha Ball. Dorothy Porter behaalde in 1928 een Bachelor of Arts aan Howard University, een historisch zwarte universiteit. Ze trouwde in 1929 met James Amos Porter, historicus en kunstenaar en auteur van het boek Modern Negro Art.
Ze behaalde een Bachelor of Science aan Columbia University in 1931 en een Master of Science in 1932 in bibliotheekwetenschappen. Ze was de eerste zwarte Amerikaan die afstudeerde aan de 'Columbia Library School'. Haar man stierf in 1970. In 1979 trouwde Porter met dr. Charles Harris Wesley, een Amerikaanse historicus en onderwijzer die een pionier was op het gebied van zwarte geschiedenisstudies. Hij stierf in 1987. Porter stierf op 17 december 1995 op 90-jarige leeftijd in Fort Lauderdale, Broward County in de Amerikaanse staat Florida. Uit haar eerste huwelijk had Porter een dochter, Constance (1939-2012), getrouwd met Milan Uzelac. Nadat zij eerst met haar moeder had gewerkt, werd ze directeur van de Dorothy Porter Wesley Library. Later hielp ze bij het opzetten van de African-American Research Library and Cultural Center in Fort Lauderdale, Florida.

## Carrière
Porter werd in 1930 aangesteld als bibliothecaris aan de Howard University. In de daaropvolgende 40 jaar was ze de motor achter de opbouw van wat nu het Moorland-Spingarn Research Center aan de universiteit is tot een van 's werelds beste verzamelingen bibliotheekmaterialen voor de geschiedenis en cultuur van Afrikanen in de diaspora (Africana-collectie).
Vanwege haar beperkte budget deed ze rechtstreeks een beroep op uitgevers en boekhandelaren om bepaalde boeken aan de bibliotheek te schenken. Ze ontwikkelde een wereldwijd netwerk van contacten dat reikte van de Verenigde Staten tot Brazilië, Mexico en Europa. Haar vrienden en contacten waren Alain Locke, Rayford Logan, Dorothy Peterson, Langston Hughes en Amy Spingarn. De collectie is internationaal, met boeken en documenten in vele talen. Het omvat muziek en academische studies over taalkunde, evenals literatuur en wetenschap door en over zwarte mensen in de Verenigde Staten en elders.
Daarnaast zorgde ze ervoor dat wetenschappers, zoals Edison Carneiro, en staatslieden, zoals Kwame Nkrumah en Eric Williams, de universiteit bezochten om de belangstelling van studenten voor hun Afrikaanse erfgoed te vergroten.
Porter ontwikkelde een nieuw classificeringssysteem voor de groeiende collectie, evenals expertise om de materialen te beoordelen. Eerdere bibliothecarissen waren begonnen met het ontwikkelen van een systeem dat geschikt was voor het materiaal van de bibliotheek. Porter bouwde hierop voort om genre en auteurs te benadrukken in plaats van de conventionele Dewey Decimal Classification te gebruiken, die geen geschikte indeling had.

## Publicaties
Dorothy Porter Wesley publiceerde meerdere bibliografieën en een bloemlezing.
- Wesley, Dorothy Porter. Afro-American Writings Published Before 1835: With an Alphabetical List (Tentative) of Imprints Written by American Negroes, 1760-1835. [New York]: Columbia University, 1932. Thesis (M. Sc.)--Columbia University, New York, 1932. OCLC 12747472
- Porter, Dorothy B. "A Library on the Negro." The American Scholar. Vol. 7, No. 1: pp. 115–117. 1938. ISSN 0003-0937 OCLC 5543366780
- Porter, Dorothy B. "A Library on the Negro." The Journal of Negro Education. Vol. 10, No. 2: pp. 264–266. April 1941. ISSN 0022-2984 OCLC 5545408903
- Forten, James, John T. Hilton, and William Wells Brown. "Early Manuscript Letters Written by Negroes." The Journal of Negro History. Vol. 24, No. 2: pp. 199–210. 1939. ISSN 0022-2992 OCLC 5545495349
- Wesley, Dorothy Porter. Early American Negro Writings: A Bibliographical Study. ” Papers of the Bibliographical Society of America, vol. 39, 1945, pp. 192-268.[6]
- Wesley, Dorothy Porter, and Arthur Alfonso Schomburg. North American Negro Poets, A Bibliographical Checklist of Their Writings, 1760-1944. Hattiesburg, Miss: Book farm, 1945. OCLC 382999
- Moorland Foundation, and Dorothy Porter Wesley. A Catalogue of the African Collection in the Moorland Foundation, Howard University Library. Washington: Howard University Press, 1958. OCLC 577265
- Porter, Dorothy B. The Negro in the United States; A Selected Bibliography. Compiled by Dorothy B. Porter. Washington, Library of Congress, 1970. Available at Project Gutenberg, 2011. OCLC 746985433
- Wesley, Dorothy Porter. Early Negro Writing, 1760-1837. Boston: Beacon Press, 1971. ISBN 978-0-807-05452-9 OCLC 251341
  - An anthology rare documents of Negro history, including addresses, narratives, poems, essays and documents from fraternal and mutual aid organizations and educational improvement societies.
- Porter, Dorothy B. "Bibliography and Research in Afro-American Scholarship." Journal of Academic Librarianship. Vol. 2, No. 2: pp. 77–81. 1976. OCLC 424794640
- Moorland-Spingarn Research Center, and Dorothy Porter Wesley. Recent Notable Books: A Selected Bibliography in Honor of Dorothy Burnett Porter. [Washington]: Howard University, Moorland-Spingarn Research Center, 1974. OCLC 1818615
- Newman, Richard. Black Access: A Bibliography of Afro-American Bibliographies. Westport, Conn: Greenwood Press, 1984. ISBN 978-0-313-23282-4 OCLC 9557811
- Nell, William Cooper, Wesley, Dorothy Porter, Uzelac, Constance Porter (2002). William Cooper Nell, Nineteenth-Century African American Abolitionist, Historian, Integrationist: Selected Writings from 1832–1874. Black Classic Press, Baltimore, MD. ISBN 978-1-57478-019-2.

## Onderscheidingen
- 1994 de Charles Frankel Prize in de geesteswetenschappen (vanaf 1997 de National Humanities Medal) - toegekend aan Amerikanen die de geesteswetenschappen bij een breed publiek bekend hebben gemaakt.[7]
- De Conover-Porter Award die erkenning geeft aan buitengewone resultaten in Africana-bibliografieën en referentietools. Deze prijs is in 1980 ingesteld door de Africana Librarians Council van de African Studies Association en is opgedragen aan twee pioniers in African Studies bibliografie, Helen F. Conover, van de Library of Congress en Dorothy Porter Wesley.

## Waardering
Porter Wesley was een pionier in het collectioneren van werken over zwarte cultuur en geschiedenis in de Verenigde Staten. Ruim honderd jaar na haar geboorte wordt er nog stilgestaan bij het belang van haar werk. In 2015 verscheen het boek Dorothy Porter Wesley at Howard University: Building a Legacy of Black History van historicus en voormalig bibliothecaris van Howard University, Janet Sims-Wood.
Na de wereldwijde Black Lives Matter-protesten na de moord op de zwarte Amerikaan George Floyd door  politiegeweld en de druk die daarna op universiteiten werd gelegd om hun onderwijs en onderzoek te dekoloniseren, werd het belang van Dorothy Porter Wesley nog duidelijker gevoeld. De Bibliographical Society of America stelde in 2020 bij het 75-jarig bestaan van Porters publicatie Early American Negro Writings: A Bibliographical Study een beurs in, de The Dorothy Porter Wesley Fellowship. Ook werd een webinar georganiseerd over de erfenis van haar werk en een bibliografie gepubliceerd met werken van en over Porter Wesley. Het artikel What Dorothy Porter’s Life Meant for Black Studies beschrijft het belang van het werk van Porter Wesley bij bijvoorbeeld het ontstaan van de documentaire van regisseur Raoul Peck over James Baldwin, I Am Not Your Negro en het boek van Zora Neale Hurston Barracoon.